# Wyndmere
Wyndmere is een plaats (city) in de Amerikaanse staat North Dakota, en valt bestuurlijk gezien onder Richland County.

## Demografie
Bij de volkstelling in 2000 werd het aantal inwoners vastgesteld op 533.
In 2006 is het aantal inwoners door het United States Census Bureau geschat op 491, een daling van 42 (-7,9%).

## Geografie
Volgens het United States Census Bureau beslaat de plaats een oppervlakte van
2,3 km², geheel bestaande uit land. Wyndmere ligt op ongeveer 322 m boven zeeniveau.

## Plaatsen in de nabije omgeving
De onderstaande figuur toont nabijgelegen plaatsen in een straal van 28 km rond Wyndmere.